# Буксиры проекта 04983
Буксиры проекта 04983, тип «Антон Мазин» — серия портовых рейдовых буксиров-кантовщиков с  двумя винтами регулируемого шага в поворотных раздельно управляемых направляющих насадках. Конструктивно являются дальнейшим развитием буксиров проекта 498. В состав ВМФ СССР поступали под шифром «Зюйд». Также были известны под названиями «б/к 1600» и «бычок».
Они использовались как рейдовые буксиры разными службами гражданских портов и службами обеспечения военно-морских баз, фактически составляя ядро портового буксирного флота страны. Несколько буксиров этого типа применяются как пограничные сторожевые корабли, помимо внутреннего использования, в небольших количествах поставлялись на Кубу, в Ирак, ГДР, ФРГ и др. страны.
Район плавания: портовые воды с выходом на открытый рейд. Класс Регистра: КМ*Л1 III А2 (буксир).

## Проект

### История
Проект буксира-кантовщика 04983 разработан в 1980 году в ЦКБ «Балтсудопроект», главный конструктор Е.С. Васильев, он пришел на смену уже хорошо зарекомендовавшему себя проекту 498. Основной причиной серьезной модернизации стал недостаток мощности буксиров пр. 498, проявляющийся на фоне тенденции к увеличению тоннажа транспортного флота и необходимости работы в сложных метеоусловиях при наличии льда в акватории порта. Проект 04983 должен был постепенно заменить буксиры предыдущей серии.
Первый буксир серии «Антон Мазин» был сдан заказчику в октябре 1983 года на Гороховецком судостроительном заводе, там же впоследствии было построено большинство судов этого типа, еще 10 буксиров построил Калининградский завод «Янтарь», два Кронштадтский морской завод и один верфь Şantierul Naval Brăila в Румынии. Поточный выпуск на Гороховецком судостроительном заводе прекратился в 1995 году вместе с остановкой завода, еще одно, последнее судно с большими трудностями было достроено в 2004 году по упрощенному проекту.

### Технические особенности
Суда проекта 04983 — это стальные, однопалубные двухвинтовые дизельные буксиры-кантовщики, винтами регулируемого шага в поворотных раздельно управляемых насадках, машинным отделением в средней части и смещённой в нос двухъярусной надстройкой с ходовым мостиком. Благодаря ледокольному носу, противоледовому усилению обшивки и противоледовой защите винторулевого комплекса могут круглогодично эксплуатироваться во всех неарктических морях бывшего СССР и в арктических районах в летне-осенний период.
Основное назначение: проведение буксировочных и кантовочных операций при швартовке, вводе в порт и выводе из порта на открытый рейд транспортных судов, участие в тушении пожаров на других судах и портовых сооружениях.
Принципиальным отличием новых буксиров является применение более совершенных и мощных двигателей, также были серьезно модернизированы главные редукторы, винты регулируемого шага, система охлаждения, увеличен объем цистерн, улучшена автоматизация, осадка в корме увеличена на 0,4 м с целью улучшения условий работы винтов и усиления их ледовой защиты . При модернизации ставилась задача сохранить удачные конструктивные решения и обеспечить максимальную унификацию с предшественником, поэтому форма корпуса судна и размеры остались без изменений. Основным внешним отличием проекта 04983 от 498 является спрямленные передние обводы надстройки, сделанные для упрощения технологии производства.

### Основные тактико-технические характеристики
- Длина наибольшая: 29,3 м.
- Длина по КВЛ: 28,2 м.
- Длина между перпендикулярами: 27,0 м.
- Ширина: 8,3 м.
- Высота борта на миделе: 4,3 м.
- Осадка средняя: 3,4 м.
- Высота габаритная от киля
  - с заваленной мачтой: 11,8 м.
  - до крыши рубки: 9,2 м.
- Водоизмещение с полными запасами: 360 т.
- Мощность энергетической установки: 2х590 кВт.
- Скорость свободного хода: 11 узлов
- Тяга на гаке на швартовах: 200 кН.
- Регистровая вместимость
  - валовая: 182 рег.т.
  - чистая: 54 рег.т.
- Численность экипажа: 3 чел. (вахта)

### Судовые системы и агрегаты
Корпус. Набран по поперечной схеме, шпация 600 мм, ледовое усиление по категории УЛ. Материал - сталь РСВ (ВСт3сп4), рубка - сталь РСА (ВСт3сп2). Защита от коррозии - этинолевый лак ЭКЖС-40, противообрастающая краска ХВ-5153, консервирующая эмаль КФ-751, протекторная защита с короткозамкнутыми протекторами.

Главная энергетическая установка. Два дизель-редукторных агрегата мощностью по 590 кВт с нереверсивными четырехтактными дизелями с турбонаддувом 8ЧНП 25/34, каждый работает на свой гребной винт. Двухступенчатые редукторы СЦ2-515-5/3 с передаточным числом 1,57 имеют валы отбора мощности, правый на валогенератор МСС 83-4 (50 кВт), левый на пожарный спасательный насос ДПН-220/100. Запуск воздушный. Запас топлива марки Л-0,2 45 тонн обеспечивает 150 часов работы на полную мощность двигателей и котлоагрегата.

Вспомогательная энергетическая установка. Дизель-генератор ДГА 50М1-9 (50 кВт). Котлоагрегат КОАВ-63 (263 МДж/ч) для отопления и горячего водоснабжения.

Винторулевой комплекс. Два винта регулируемого шага ВРШ-498М (модернизированы по сравнению с пр. 498 с целью повышения надежности) диаметром 1,8 м и массой 1,25 тонны каждый расположены в поворотных кольцевых направляющих насадках диаметром 2 м, внутренняя поверхность насадок выполнена из нержавеющей стали для более продолжительного срока службы. Каждая насадка управляется отдельно своей электрогидравлической рулевой машиной марки Р09. Ледовая защита - льдоотводящие плавники и полукольца, на выходе насадок трехлопастной контрпропеллер (в тропическом варианте не ставилась).

Система электроснабжения. Трехфазная 220 вольт 50 Гц. Питание сети: при работе судна от валогенератора, на стоянке от вспомогательного дизель-генератора или с береговых источников через станцию питания ЩБТА-100/ТМ. Аварийное электропитание 24 В постоянного тока, источник 4 группы никель-кадмиевых аккумуляторных батарей 5НК-80Т (80 Ач, 6В, по 4 последовательно в каждой группе).

Средства пожаротушения. Внутрисудовая, работающая от насоса НЦВ 25/65А, внешняя, для борьбы с огнем на других судах - насос ДПН-220/100 с приводом от главного двигателя левого борта и стационарный лафетный ствол на главном мостике. Пенная система: пеносмеситель ДПС-36, два переносных пеногенератора ГСП-600, емкость пенообразователя 1200 л. Система объемного химического тушения машинного отделения с огнегасительной жидкостью. Углекислотная система тушения возгораний в глушителях.

Якорное устройство. Два якоря Холла по 250 кг с цепью калибром 22 мм и длиной 125 м. Брашпиль Б2 в носовой части.

Обитаемость. Каюта отдыха, две служебные каюты, буфетная, душевая, туалет, раздевалка, сушильная, кладовая, помещение рабочей одежды.

Судовождение. Пульт «Вахта-2М» в рулевой рубке, управление судном обеспечивает один человек без постоянной вахты в машинном отделении. Применяется электрообогрев стекол рубки, три лобовых и два кормовых иллюминатора оборудованы щеточными стеклоочистителями. Маневренность: диаметр циркуляции 2 корпуса, остановка с полного хода 3,5 корпуса.

Связь и навигация. УКВ радиостанции морского диапазона (156,050—162,025 МГц): Р-625, «Причал», «Сейнер» или «Рейд-1». Навигационная РЛС: «Лоция», на поздних выпусках «Furuno» FR-360, «Koden» MD-3700. Магнитный компас КМ100-2.

### Технология постройки
Буксиры строились поточно-позиционным методом по блочно-модульному принципу с полным агрегатированием механизмов и оборудования машинной установки. Корпус формировался из 3-х блоков - среднего с машинным отделением, носового и кормового, четвертым блоком устанавливалась рулевая рубка с машинным капом. Насыщение корпуса подготавливалось на предварительной сборке в виде десяти монтажных блоков и семи панелей с трубопроводами, котлоагрегат и дизельгенератор устанавливались в агрегатированном виде.

## Фотографии

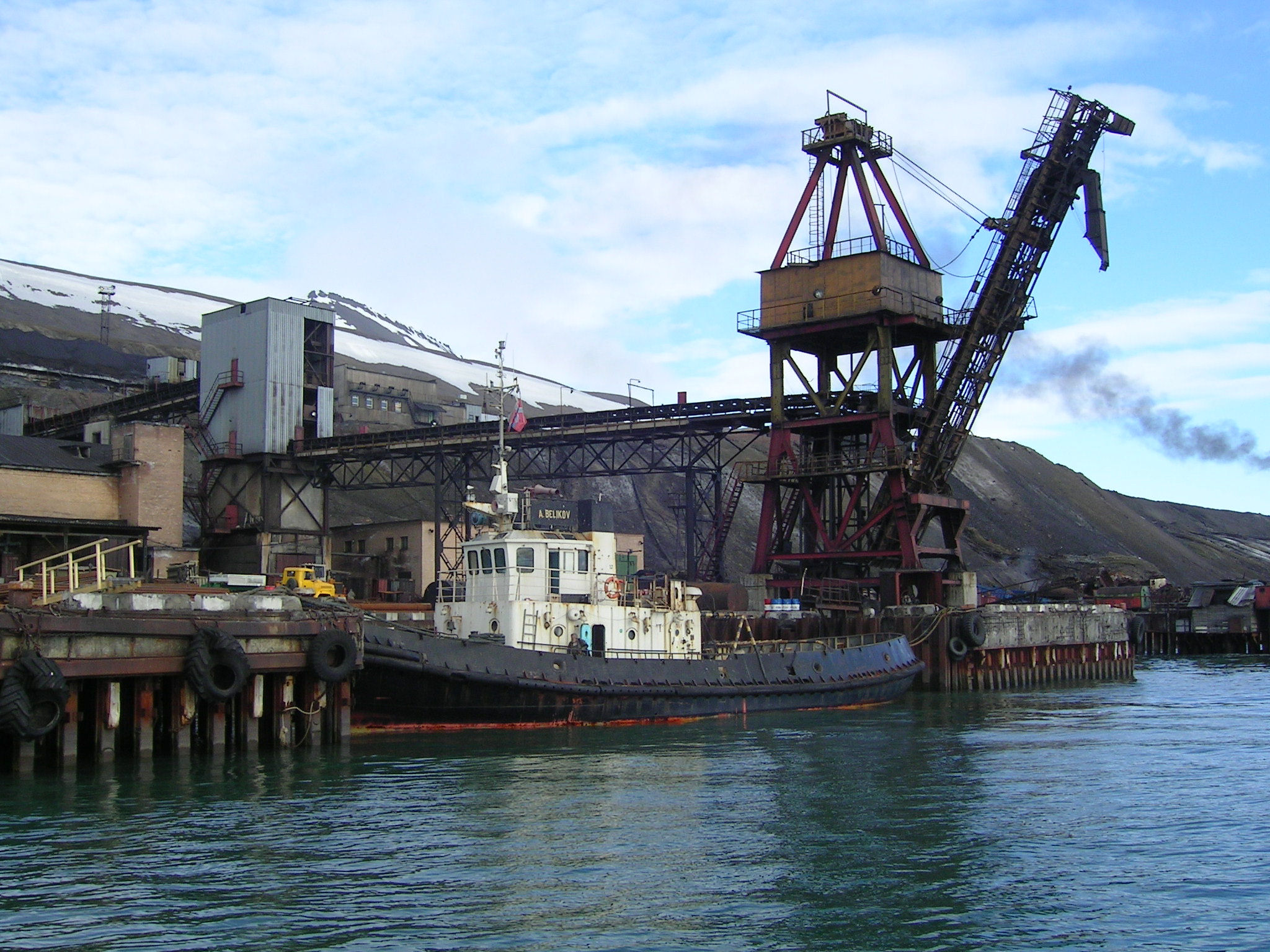
«А. Беликов» (IMO 8934348) проекта 04983 в Баренцбурге, июнь 2008 года
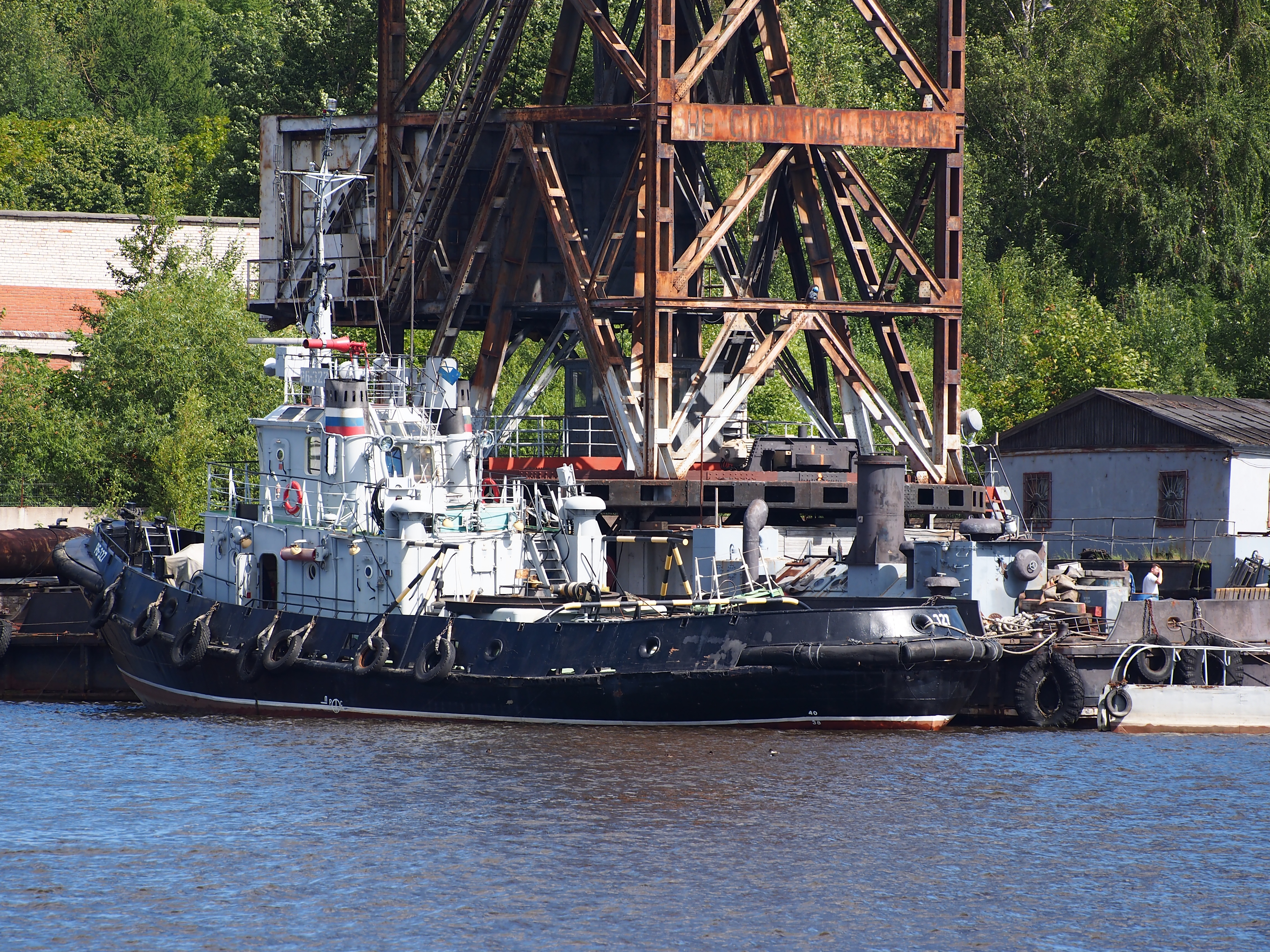
РБ-327 проекта 04983 в Кронштадте, 10 августа 2016 года
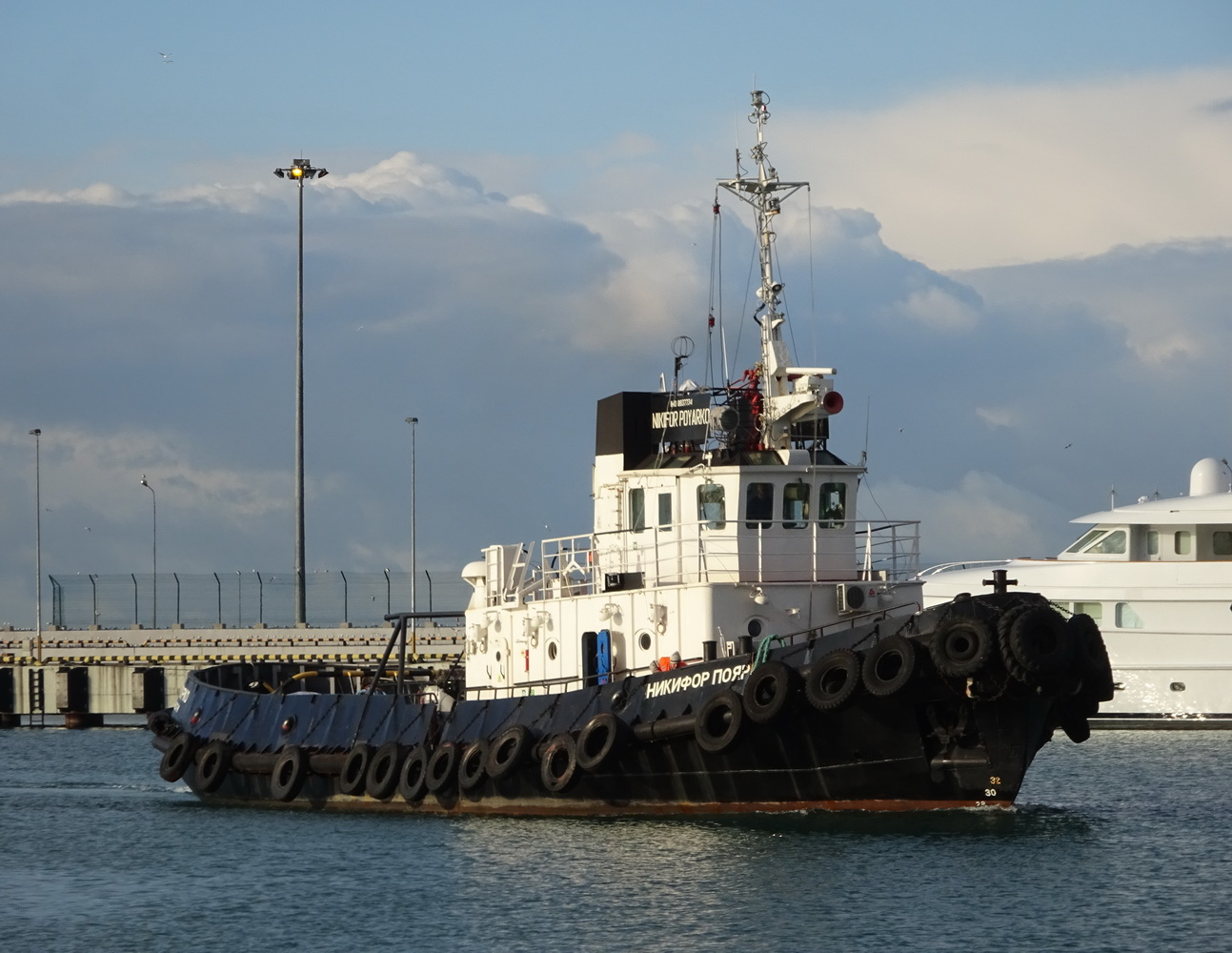
«Никифор Поярко» (IMO 8837734) проекта 04983 в порту Сочи, 13 февраля 2017 года
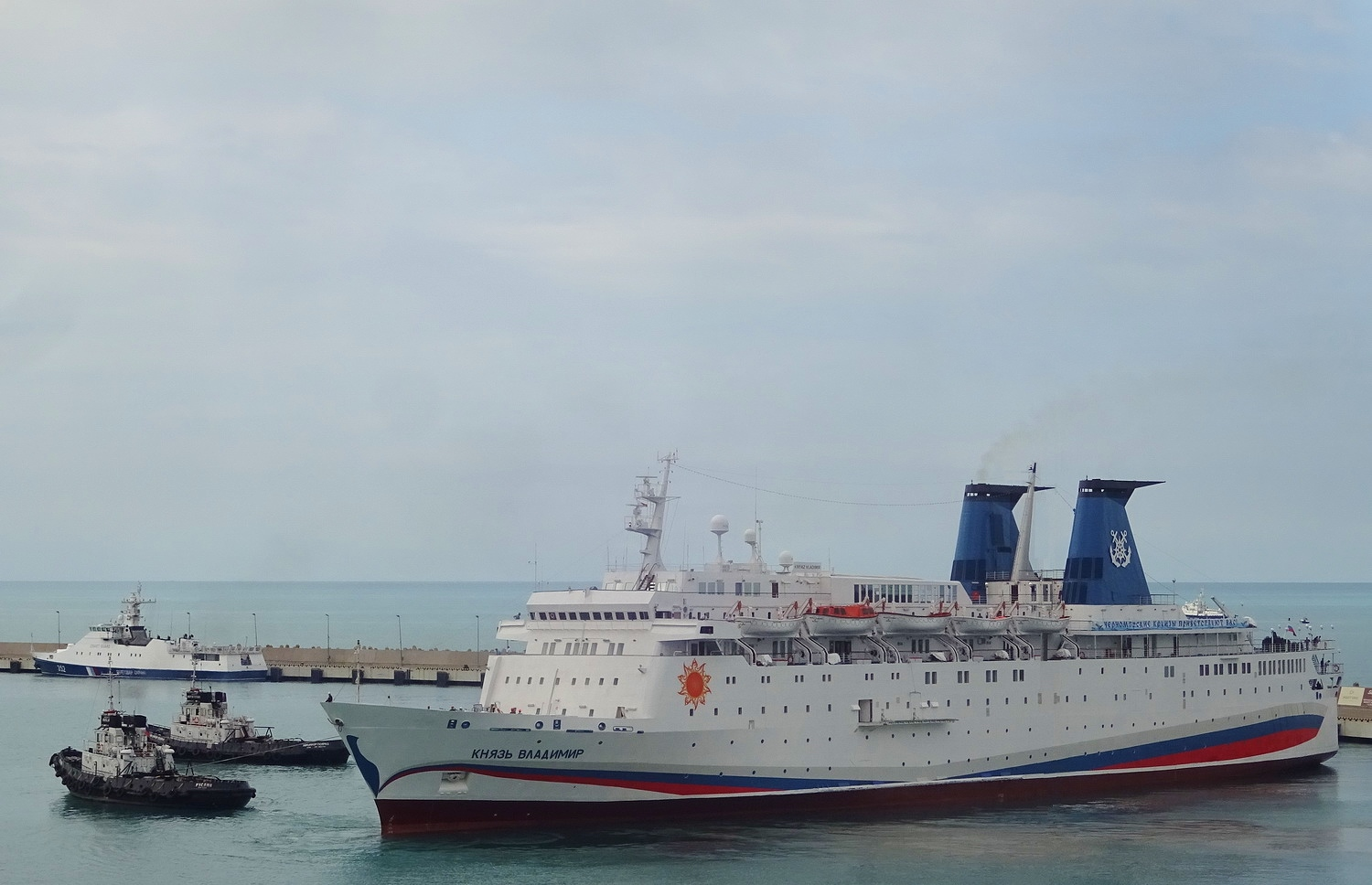
«Никифор Поярко» и «Руслан» (IMO 8725773) проекта 04983 буксируют пассажирский теплоход «Князь Владимир» в порту Сочи, 8 июня 2017 года